# ۱ (فیلم ۲۰۱۳)
۱ فیلمی مستند است به کارگردانی پال کراودر که در سال ۲۰۱۳ منتشر شد.